# 加齊格萊二世

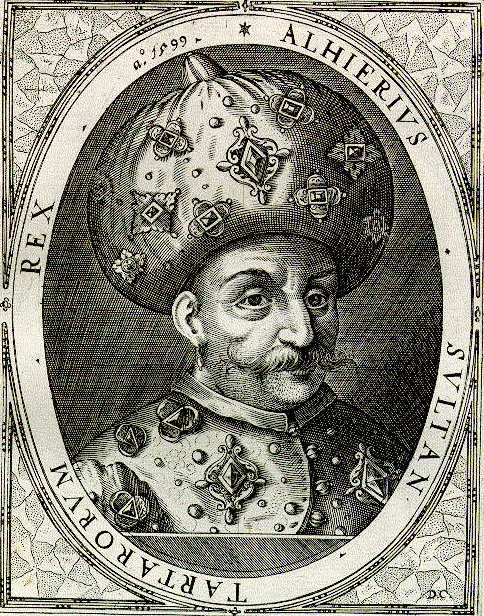
加齊·格萊二世

加齊·格萊二世（1551年—1607年），克里米亞汗國可汗。1588年－1607年在位。
他被稱為風暴，在位時代汗國力量有所增強。他是科學和文化的支持者。
他死後埋葬首都家族陵園。